# Албрехт Шенк фон Ландсберг
Албрехт Шенк фон Ландсберг (на немски: Albrecht Schenk von Landsberg; † 1610) е шенк на Ландсберг (в Саксония-Анхалт), господар на Лойтен и Буххолц (в Бранденбург).

## Произход
Той е вторият син на Вилхелм Шенк фон Ландсберг († 3 май 1559) и втората му съпруга Магдалена фон Ройс-Плауен († 11 ноември 1571), дъщеря на Хайнрих XIII Ройс цу Грайц († 1535) и Анна Доротея фон Колдиц († пр. 1523). Внук е на Албрехт фон Ландсберг, Шенк, господар на Лойтен и Вендиш-Вустерхаузен († 1517), и Катарина фон Шьонбург-Хойерсверда.
Брат му Вилхелм Хайнрих Шенк фон Ландсберг († 1614) се жени за Елизабет фон Шьонбург-Хойерсверда (1562 – 1621), сестра на съпругата му Ева фон Шьонбург († 1618).
Албрехт Шенк фон Ландсберг умира през 1610 г. и е погребан в Грос Лойтен.

## Фамилия
Албрехт Шенк фон Ландсберг се жени 1577 г. за Ева фон Шьонбург († 1618), дъщеря на Вилхелм III фон Шьонбург-Хойерсверда († 19 май 1567) и едле херин Мария Ганз цу Путлиц († сл. 1571), дъщеря на Геверт Ганз цу Путлиц († 1531) и Анна фон Биберщайн († сл. 1553). Те имат децата:
- Албрехт († сл. 1594)
- Йоахим († 21 май 1639), женен за Анна Мария фон Путбус (* 1588; † сл. 1648); няма деца
- Георг (* 11 март 1580; † 5 май 1632 или 5 ноември 1632), Шенк фон Ландсберг, господар на Лойтен, съдия в Нидерлаузиц, женен 1627 г. за графиня Анна фон Еверщайн-Масов (* 1578); има два сина и две дъщери
- Конрад († 1601)
- Мария († 1647)
- Елизабет († сл. 1648), омъжена за фон Линар
- Ева (* 29 юни 1589; † 26 април 1657), омъжена на 1 май 1618 г. във Форст, Нидерлаузиц, за Фердинанд I фон Биберщайн-Форст-Пфьортен (* 15 октомври 1586; † 5 април 1629)